# Casa de Santiago
A Casa de Santiago ou Antiga Casa do Prior Bonifácio Gomes de Carvalho é um edifício localizado em Santiago do Cacém, no Distrito de Setúbal, na região do Alentejo. Está situada na freguesia de Santiago do Cacém, Santa Cruz e São Bartolomeu da Serra, na rua Conde de Avilez.

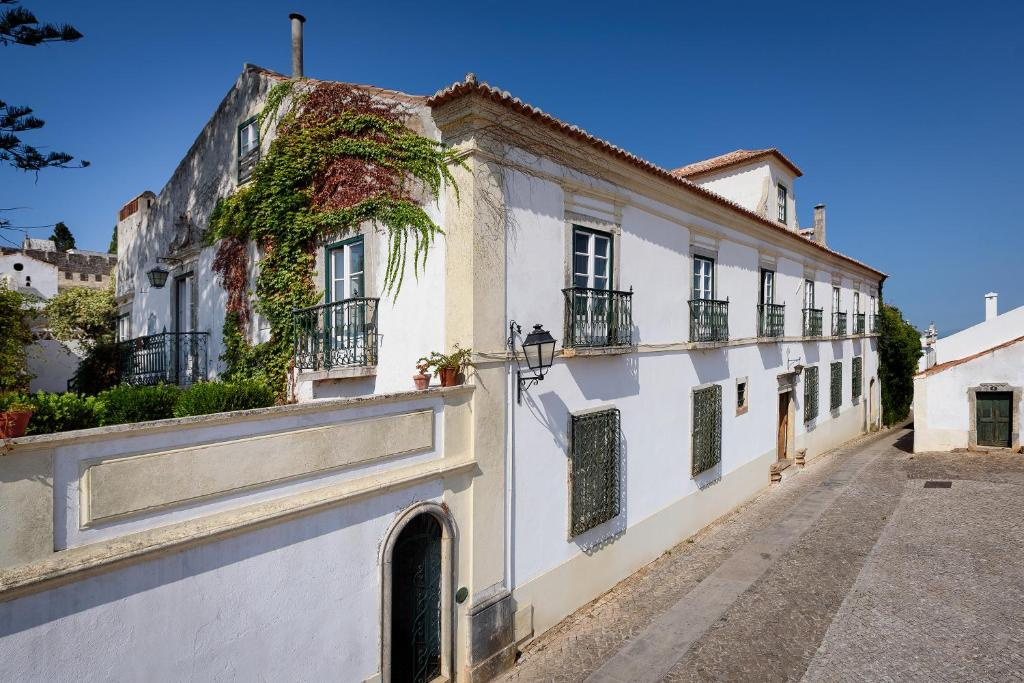
Casa de Santiago

## História
Na segunda metade do século XVI, existem relatos de um edifício no local, pertencente ao juiz ordinário Fabião Feio. O seu filho, o padre Sebastião Feio estabeleceu uma capela vinculada a um morgadio na Igreja da Misericórdia. Em 1570, a casa aparece nos bens instituídos em morgadio ao padre Sebastião Feio.
Em 1721, o edifício não aparece no levantamento da população realizado nesse ano, levando à assunção do abandono da casa, acompanhando o abandono do Paço da Alcáçova e das casas do Castelo.
O terramoto de 1 de novembro de 1755, destruiu bastante o edifício presente bem como a Igreja Matriz e os arruamentos mais altos. 
A 22 de março de 1797, o Prior de Santiago do Cacém, o padre Bonifácio Gomes de Carvalho aforou a casa dos proprietários da altura ,D. Joana Perpétua Feio Sanches Gusmão e seu marido Francisco José Faria da Costa Abreu Guião, que era desembargador. O Prior estava, na altura, a tratar da reconstrução da Igreja Matriz, que foi parcialmente destruída no terramoto de 1755.
As obras no local, já estariam concluídas em 1799, de acordo com o que estaria no aforamento. Em abril de 1799 comprou definitivamente o edifício e o terreno adjacente. Em setembro de 1800 esteve alojado na casa o Bispo de Beja, Frei Manuel do Cenáculo, mais tarde arcebispo de Évora, quando veio a Santiago do Cacém para abençoar a Igreja Matriz em reconstrução.
A 6 de novembro de 1803, o Prior vendeu a casa a D. Francisca Teresa de São José Nobre Pacheco, viúva do Sargento-Mor de Santiago do Cacém, João Falcão Murzelo de Mendonça. D. Francisca só se mudou no ano seguinte, devido ao projeto de recuperação do edifício adjacente, a “casa das Heras” para habitação pessoal do Prior.
Um  dos netos de D. Francisca, Jacinto Pais de Matos Falcão tornou-se o 1º Conde Bracial, um título concedido por D. Luís I. Este viria a herdar a casa. Após a sua morte, a casa foi herdada por sua filha, D. Catarina Champalimaud Paes de Mattos Falcão, casada com o juiz de direito e deputado, José Monteiro Soares de Albergaria. O casal não deixou descendência, portanto D. Catarina, por sua morte, deixou a casa, em 1919,  para a sua prima D. Maria das Dores Cabral Parreira d’Aboim Luzeiro Infante de La Çerda. D. Maria das Dores casou em 1921 com o capitão de cavalaria António Lobo de Portugal e Vasconcellos e são os avós dos atuais proprietários.

## Descrição
A fachada principal caracteriza-se pelo seu comprimento e pelo seu enquadramento entre duas pilastras laterais.  O edifício tem três registos de janelas. No primeiro encontram-se cinco janelas de guilhotina protegidas por grades de ferro forjado. No segundo estão  sete janelas de sacada. O terceiro tem ,apenas, uma janela de trapeira em mansarda com enrolamentos. O muro de suporte ao jardim onde se insere um oratório familiar de invocação a Nossa Senhora das Dores. O alçado lateral do jardim tem uma porta em arco de volta inteira em pedra igual ao que se encontra no alçado lateral esquerdo.  